# Крючково (Московская область)

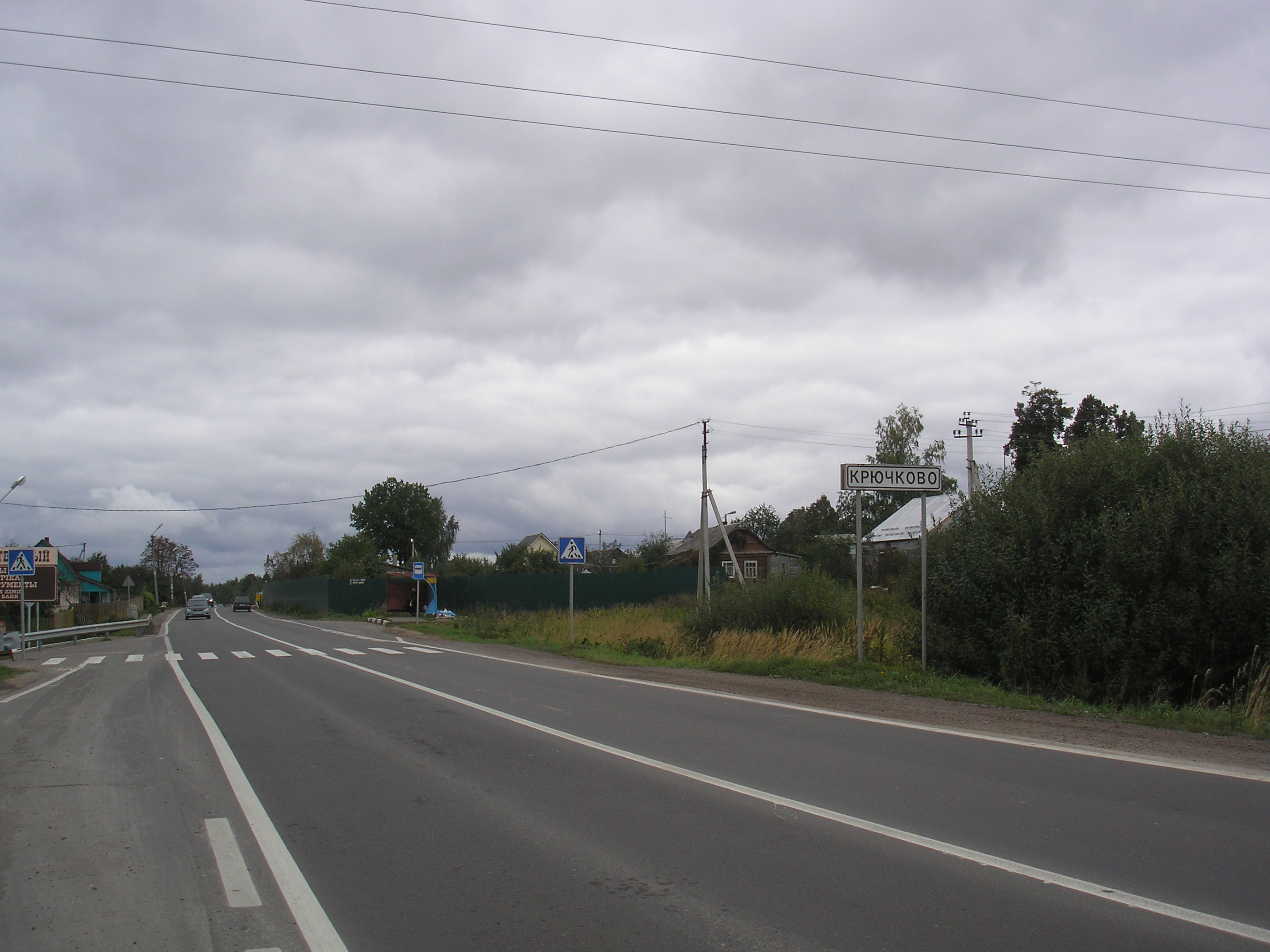

Крючково — деревня в Лучинском сельском поселении Истринского района Московской области. Население — 32 чел. (2010), в деревне 3 улицы, зарегистрировано 5 садовых товариществ. С Истрой деревня связана автобусным сообщением (автобус № 29).
Находится примерно в 102 км на юго-запад от Истры, высота над уровнем моря 202 м. Ближайшие населённые пункты: на севере Пионерский, восточнее — деревни Буньково и Рожново, на юге — Давыдовское, и на северо-западе — Петушки.

## Население
| 2002 | 2006 | 2010 |
| ---- | ---- | ---- |
| 34   | ↗38  | ↘32  |